# IGEM
Pour les articles homonymes, voir IGEM (homonymie).
L'iGEM, ou International Genetically Engineered Machine competition (Compétition internationale de machines génétiquement modifiées), est une compétition internationale de biologie de synthèse organisée chaque année à Paris (anciennement Boston). Cette compétition a commencé en 2003 comme un cours indépendant pour les étudiants du Massachusetts Institute of Technology (MIT), où les étudiants devaient développer des dispositifs biologiques pour fabriquer des cellules clignotantes. En 2004, ce cours est devenu une compétition d'été avec 5 équipes et a continué à croître, avec 13 équipes en 2005 et plus de 300 équipes venant de 30 pays en 2016.

## Principe et évolution de la compétition
Des équipes multidisciplinaires travaillent tout l'été pour construire des systèmes génétiquement modifiés en utilisant des pièces biologiques standardisées (appelées BioBricks). Les équipes d'étudiants reçoivent un kit au début de l'été, envoyé par le registre des composants biologiques standards, situé au MIT. Ce kit est constitué d'une variété de composants génétiques tels que des promoteurs, des terminateurs, des gènes rapporteurs et des vecteurs de clonage. Les étudiants travaillent et combinent ces composants à d'autres qu'ils ont eux-mêmes conçus pour construire des « circuits génétiques synthétiques » et les faire fonctionner dans des cellules vivantes. Ainsi les équipes iGEM participent, à l'intérieur et à l'extérieur du laboratoire, à la création de projets sophistiqués; ce qui contribue de manière positive à l'émulation scientifique au sein de leur communauté et à la progression des connaissances dans le domaine de la Biologie.
De nombreuses disciplines interviennent dans la compétition iGEM. Même si celle-ci peut sembler quelque peu centrée sur la biologie et l’ingénierie, les équipes sont souvent pluridisciplinaires d'où la diversité des projets présentés.
Quelques exemples sont: l'informatique, l'art et le design, la physique, le marketing, le droit, les mathématiques et les sciences sociales.
Les équipes sont également tenues d'avoir deux instructeurs académiques pour participer. Cette condition permet de garantir que les équipes pourront bénéficier d'un soutien et d'un mentorat pendant toute la compétition. Ils sont également encouragés à chercher d'autres support et conseils auprès de spécialistes qui pourront les aider dans la construction de leur projet. Cela inclut souvent des étudiants de cycles supérieurs ou d'autres professeurs d'université qui possède une expertise sur un (ou plusieurs) aspects de leur projet.
Le format de la compétition iGEM combinant des phases de conception et de construction est très motivant et constitue une méthode d'apprentissage efficace. L'iGEM se décline en deux catégories, undergraduate et overgraduate. Le niveau bac +5 (ou un âge de 23 ans) est la limite pour participer à iGEM undergraduate. Après avoir obtenu un bac +5 il reste toujours possible de participer en tant que conseillers ou superviseurs, ou bien de participer dans la catégorie overgraduate.
Jusqu'en 2010, les étudiants se retrouvaient à l'automne aux États-Unis au MIT pour le jamboree, un grand rassemblement où chaque équipe présente son travail devant un jury international, composé de chercheurs et ingénieurs de différents domaines : biologie, physique, chimie, informatique. Les jurés désignaient les meilleurs projets dans différents catégories : médecine, recherche fondamentale, environnement...
En 2012, la compétition iGEM s'est détachée du MIT pour adopter le statut d'une organisation à but non lucratif.
En 2014 pour la première fois la compétition a été ouverte aux laboratoires du mouvement DIY (do-it-yourself), où de simples citoyens, biohackers peuvent à leurs heures perdues bidouiller leurs propres projets.
Randy Rettberg, ingénieur qui a travaillé pour des entreprises de technologies, telles que Apple, Sun et BBN, est le directeur de la compétition iGEM.

## Systèmes biologiques / BioBricks
L'un des buts de la compétition est de construire des systèmes biologiques simples à partir de « bio-briques » (des pièces standardisées, interchangeables) et de les exploiter dans des cellules vivantes.
Les organisateurs de l'iGEM fournissent une bibliothèque de pièces normalisées (appelé BioBrick standard biological parts) aux étudiants, et leur demandent de concevoir et de construire des « machines génétiques ». Les équipes d'étudiants peuvent également soumettre leurs propres BioBricks. Les projets aboutis font apparaître des propriétés nouvelles et/ou inhabituelles dans des cellules grâce à l'ingénierie d'ensemble de gènes et/ou grâce à des mécanismes pour réguler leur expression.
De larges objectifs:
Au-delà de la simple construction de systèmes biologiques, la compétition iGEM a 3 objectifs :
1. Permettre l'ingénierie systématique de la biologie ;
2. Promouvoir le développement libre d'outils pour la biologique de synthèse ;
3. Participer à la construction d'une société permettant une utilisation, proactive et sécuritaire, des biotechnologies.

Deux aspects de la compétition iGEM, à savoir l’auto-organisation et la manipulation inventive de matériel génétique, en font un moyen de susciter l'intérêt des étudiants en biologie moderne et de développer leurs compétences d'apprentissage autonome.

## Croissance de ces dernières années
Comme mentionné ci-dessus, l’iGEM a été développé à partir de projets réalisés dans des cours internes au MIT en 2003. Durant l’été 2004, un concours a été organisé avec 5 équipes de plusieurs universités américaines et en 2005, pour la première fois des équipes extérieures aux États-Unis ont pris part à la compétition. Depuis, le concours iGEM n’a pas cesser de croitre, avec 130 équipes en 2010.
En raison de la croissance, en 2011, le concours a été divisé en trois régions: l'Europe, l'Amérique et l'Asie (bien que les équipes de l'Afrique et de l'Australie ont également participé, comme «Europe» et «Asie», respectivement). Des compétitions régionales ont eu lieu et les équipes ont été sélectionnées pour participer à la finale mondiale au MIT. En 2014, les régions ont été enlevées et depuis, seule la finale (Giant Jamboree) est tenu à Boston. 
D'autre part, en janvier 2012 la fondation iGEM a été séparé du MIT et est devenue une organisation indépendante à but non lucratif à Cambridge (Massachusetts, USA). La fondation iGEM soutient la recherche et l'enseignement des sciences à travers l'organisation du concours iGEM.
Dans l'édition 2016, il y a 301 équipes inscrites et le Jamboree aura lieu le 27 octobre.

## Les résultats du concours
|      | 1st Undergrad.                              | 2nd Undergrad.                              | 3rd Undergrad.                              | 1st Overgrad.                               | 2nd Overgrad.                               | 3rd Overgrad.                               | Complete Results   |
| ---- | ------------------------------------------- | ------------------------------------------- | ------------------------------------------- | ------------------------------------------- | ------------------------------------------- | ------------------------------------------- | ------------------ |
| 2021 | INSA-UPS                                    |                                             |                                             |                                             |                                             |                                             |                    |
| 2015 | William and Mary                            | Czech Republic                              | Concordia University                        | TU Delft                                    | BGU Israël                                  |                                             | iGEM 2015          |
| 2014 | Heidelberg                                  | Imperial                                    | NCTU Formosa                                | UC Davis                                    | Wageningen                                  | TU Darmstadt                                | iGEM 2014          |
| 2013 | Heidelberg                                  | TU Munich                                   | Imperial                                    | Paris Bettencourt                           | Bielefeld                                   | Sun Yat-sen                                 | iGEM 2013          |
|      | 1st                                         | 2nd                                         | 3rd                                         | 4th                                         | 5th                                         | 6th                                         | Complete Results   |
| 2012 | Groningen                                   | Ljubljana                                   | Paris Bettencourt                           | LMU Munich                                  |                                             |                                             | iGEM 2012          |
| 2011 | Washington                                  | Imperial                                    | ZJU China                                   | MIT                                         |                                             |                                             | iGEM 2011          |
| 2010 | Ljubljana                                   | Peking                                      | BCCS Bristol                                | Cambridge                                   | Imperial                                    | TU Delft                                    | iGEM 2010          |
| 2009 | Cambridge                                   | Heidelberg                                  | Valencia                                    | Freiburg Bioware                            | Groningen                                   | Imperial                                    | iGEM 2009          |
| 2008 | Ljubljana                                   | Freiburg                                    | Caltech                                     | Harvard                                     | NYMU Taipei                                 | UC Berkeley                                 | iGEM 2008          |
| 2007 | Peking                                      | Paris                                       | Ljubljana                                   | UC Berkeley                                 | UCSF                                        | USTC                                        | iGEM 2007          |
| 2006 | Ljubljana                                   | Imperial                                    | Princeton                                   |                                             |                                             |                                             | iGEM 2006          |
| 2005 | Years prior to 2006 had no specific winners | Years prior to 2006 had no specific winners | Years prior to 2006 had no specific winners | Years prior to 2006 had no specific winners | Years prior to 2006 had no specific winners | Years prior to 2006 had no specific winners | iGEM 2005          |
| 2004 |                                             |                                             |                                             |                                             |                                             |                                             | IAP 2004, SBC 2004 |
| 2003 |                                             |                                             |                                             |                                             |                                             |                                             | IAP 2003           |

| 2015 | TAS Taipei                                               |                                                          |                                                          | iGEM HS 2015                                             |                                                          |                                                          |
| 2014 | CSIA-SouthKorea                                          | TP CC-SanDiego                                           | TAS Taipei                                               | iGEM HS 2014                                             |                                                          |                                                          |
| 2013 | Lethbridge Canada                                        | AUC Turkey                                               | CIDEB-UANL Mexico                                        | iGEM HS 2013                                             |                                                          |                                                          |
| 2012 | Heidelberg LSL                                           | NC School of Sci Math                                    | CIDEB-UANL Mexico                                        | iGEM HS 2012                                             |                                                          |                                                          |
| 2011 | Years prior to 2012 had no separate high school division | Years prior to 2012 had no separate high school division | Years prior to 2012 had no separate high school division | Years prior to 2012 had no separate high school division | Years prior to 2012 had no separate high school division | Years prior to 2012 had no separate high school division |